# Gyda Klingenberg
Gyda Klingenberg, född 1826, död 1906, var en norsk skådespelare. 
Hon var tillsammans med Laura Svendsen den första norska skådespelare som anställdes vid Christiania Theater i Kristiania, där tidigare danska scenartister dominerat.  Hon debuterade 1849 och väckte stort uppseende, och kritikerna hade förhoppningen att hon skulle införa det norska språket på teaterscenen i Norge.  Hon avslutade dock sin karriär efter bara några år. Hon hade en framgångsrik, men kort karriär.